# 蔡凝
蔡凝（543年—589年），字子居。济阳郡考城县（在今河南省兰考县）人，南朝陈官员、诗人。蔡撙之孙，蔡彦高之子。
蔡凝幼时聪颖，美容止。长大后博览经传，有文才，精通书法，擅长草书隶书。陈文帝天嘉四年（563年）为秘书郎、庐陵王文学。陈宣帝太建元年（569年），转任太子中舍人，以名公子娶信义公主，拜驸马都尉。历任晋陵郡太守、宁运将军、中书侍郎、尚书吏部侍郎。因劝陈宣帝不委外戚重权，遭诋毁而免官，与徐伯阳等为“文会之友”。
陈后主时，任给事黄门侍郎，转任晋熙王府长史。后主日夜宴乐，蔡凝略有微词，即为冷落，被视为“负地矜才，无所用也”。郁郁不得志，作《小室赋》以排遣抒怀。隋灭南陈，被迫北行关中病卒于道。《先秦汉魏晋南北朝诗》存其诗一首。

## 延伸阅读
[在维基数据编辑]
 《陳書·卷34》，出自姚思廉《陳書》